# Hägga and the Thieves from the North
Hägga and the Thieves from the North var ett rock- och popband från Sundsvall.
Mikael Häggkvist, med artist- och smeknamnet Hägga, är en svensk artist med ursprung från Sundsvall, numera boende i Stockholm. Häggas kompband kallar sig The Thieves from the North. I mars 2009 släpptes debutalbumet Introducing the Thieves From the North på det svenska skivbolaget National, som bland annat fick en positiv recension i Nöjesguiden.
Tidigare har Hägga varit medlem i bland annat Marble och Leif Karate.

## Diskografi
- Introducing the Thieves from the North, CD, 2009

1. In a Different Light
2. Cleptomaniac
3. The Day Awaits Your Choice
4. The Last Farewell
5. Goodnight My Friend
6. It Resembles a Lie
7. Elvis the King
8. Please Buy My Love